# モンスター群
群論という現代代数学の分野において、モンスター群（モンスターぐん、英: Monster group）M とは最大の散在型単純群であり、その位数は
246 ⋅ 320 ⋅ 59 ⋅ 76 ⋅ 112 ⋅ 133 ⋅ 17 ⋅ 19 ⋅ 23 ⋅ 29 ⋅ 31 ⋅ 41 ⋅ 47 ⋅ 59 ⋅ 71
= 808,017,424,794,512,875,886,459,904,961,710,757,005,754,368,000,000,000
≈ 8×1053
である。フィッシャー・グリースモンスターあるいは Friendly Giant と呼ばれることもある。
有限単純群は完全に分類されている。そのような群は18種類の可算無限族の1つに属するか、あるいはそのような系統的なパターンに従わない26個の散在群の1つである。モンスター群は他の散在群のうち6個を除くすべてを部分商として含む。ロバート・グリース (Robert Griess) はこれら6個の例外を pariahs と呼び、他の20個を happy family と呼んでいる。
モンスターの良い構成的定義をすることはその複雑さのため難しい。

## 歴史
モンスターはベルンド・フィシャー（Bernd Fischer, 未発表，1973年頃）と Robert Griess (1976) によって，フィッシャーのベビーモンスター群の二重被覆をある対合の中心化群として含む単純群として予言された．数か月のうちにグライス (Griess) により M の位数がトンプソンの位数公式を用いて計算され，フィシャー，コンウェイ (Conway)，ノートン (Norton)，トンプソンは既知の散在群の多くと新しい2つを含む，他の群を部分商として発見した．新しい2つは，トンプソン群と原田・ノートン群である．モンスターの指標表は，194行194列からなるが，1979年にフィッシャーとドナルド・リヴィングストーン (Donald Livingstone) によって，マイケル・ソーン (Michael Thorne) によって書かれたコンピュータプログラムを用いて計算された．1970年代にはモンスターが実際に存在することははっきりしていなかった．Griess (1982) は M を，196,884次元の可換非結合環であるグリース代数の自己同型群として構成した．彼は彼の構成を最初に Ann Arbor Jan. 14, 1980 に発表した．彼は1982年の論文でモンスターを Friendly Giant と呼んだが，この名前は一般には受け入れられていない．John Conway (1985) と Jacques Tits (1984, 1985) は続いてこの構成を単純化した．
グリースの構成はモンスターの存在を示した． Thompson (1979) は（有限単純群の分類から来るいくつかの条件を満たす単純群としての）その一意性が 196,883 次元の忠実表現の存在から従うことを示した．そのような表現の存在の証明は  Norton (1985) により発表されたが，彼は詳細を出版することはなかった．Griess, Meierfrankenfeld & Segev (1989) はモンスターの一意性の初めての完全な出版された証明を与えた（正確には，彼らはモンスターと同じ対合の中心化群を持つ群はモンスターと同型であることを示した）．
モンスターは散在型単純群の発展の全盛であり，以下の3つの部分商のうちどの2つからも構成できる：フィッシャー群 Fi24, ベビー・モンスター，コンウェイ群 Co1.
モンスターのシューア乗数と外部自己同型群はともに自明群である．

## 表現
忠実な複素表現の最小次数は 196,883 であり，これは M の位数の最も大きい素因数3つの積である．任意の体上の最小忠実線型表現は2元体上 196,882 次元であり，最小忠実複素表現の次元より 1 小さいだけである．
モンスターの最小忠実置換表現は 24 ⋅ 37 ⋅ 53 ⋅ 74 ⋅ 11 ⋅ 132 ⋅ 29 ⋅ 41 ⋅ 59 ⋅ 71 点（およそ 1020 点）上のものである．
モンスターは有理数体上のガロワ群や，フルヴィッツ群として実現できる．
モンスターは単純群の中でもその元を表す易しい方法が知られていないという点で異例である．これは「小さい」表現が存在しないことに関して，その大きさが主な原因というわけではない．例えば，単純群 A100 や SL20(2) ははるかに大きいが，「小さい」置換あるいは線型表現を持つから計算するのは易しい．交代群は群の大きさに比べて「小さい」置換表現を持ち，リー型のすべての有限単純群は群の大きさに比べて「小さい」線型表現を持つ．モンスター以外のすべての散在群もまたコンピュータで容易に計算できる十分小さい線型表現を持つ（モンスターの次に難しいのはベビー・モンスターであり，4370次元の表現を持つ）．

### コンピュータによる構成
ロバート・A・ウィルソン (Robert A. Wilson) は（コンピュータの助けを借りて）モンスター群を生成する2つの（2元体を係数とする）196,882 次行列を明示的に見つけた．これは標数 0 の 196,883 次元表現よりも 1 次元低い．これらの行列で計算を実行することは可能だが，そのような行列はそれぞれ 4.5 ギガバイト以上を占めるので，時間と容量の点であまりにも高くつく．
ウィルソンはモンスターの最良の記述は「モンスター頂点代数の自己同型群である」ということだと主張する．しかしこれはそれほど助けにはならない，なぜならば誰も「モンスター頂点代数の本当に単純で自然な構成」を発見していないからである．
ウィルソンは共同研究者とともに大幅にはやくモンスターについての計算を実行する手法を発見した．V を2元体上の 196,882 次元ベクトル空間とする．モンスターの大きい部分群 H（望ましくは極大部分群）は計算の実行が容易なように選ばれる．選ばれる部分群 H は 31+12.2.Suz.2 である，ただし Suz は鈴木群である．モンスターの元は H の元とある余分な生成元 T の語として保存される．V のベクトルへのこれらの語の1つの作用を計算することはそれなりにはやい．この作用を用いて（モンスターの元の位数のような）計算を実行することが可能である．ウィルソンは joint stabilizer が自明群となるベクトル u, v を見つけた．したがって（例えば）モンスターの元 g の位数を，giu = u かつ giv = v なる最小の i > 0 を見つけることによって計算できる．
（異なる標数における）同じ構成や類似の構成がその局所的でない極大部分群のいくつかを見つけるために用いられている．

## 月光現象
モンスター群はコンウェイ (Conway) とノートン (Norton) によるモンストラス・ムーンシャイン予想の2つの主要な要素の1つである．予想は離散数学と非離散数学を関係づけるもので，リチャード・ボーチャーズ (Richard Borcherds) によって1992年に最終的に証明された．
この設定において，モンスター群は，モンスター加群という，グリース代数を含む無限次元の頂点作用素代数の自己同型群として見ることができ，一般カッツ・ムーディ代数モンスター・リー環に作用する．

## マッケイのE8observation
モンスターと拡張ディンキン図形 {\displaystyle {\tilde {E}}_{8}} の間にも関係がある．具体的には図形の頂点とモンスターの共役類との関係であり，McKay's E8 observation と呼ばれる．するとこれは拡張図形 {\displaystyle {\tilde {E}}_{6},{\tilde {E}}_{7},{\tilde {E}}_{8}} と群 3.Fi24′, 2.B, M の間の関係に拡張される．ここでこれらの群はフィッシャー群，ベビー・モンスター群，モンスターの（3/2/1 重中心拡大）である．これらはモンスターの 1A, 2A, 3A 型の元の中心化群に付随する散在群であり，拡大の次数は図形の対称性と対応している．（マッケイ対応型の）さらなる関係については，ADE classification: trinities を参照．かなり小さい単純群 PSL(2, 11) との対応やブリング (Bring) の曲線と呼ばれる種数 4 の canonic sextic curve の 120 の tritangent plane との対応を（モンスターに対し）含む．

## 極大部分群

26個の散在型単純群の図．部分商の関係を示している．pariah たちは丸で囲まれている．

モンスターは少なくとも44個の極大部分群の共役類を持つ．約60の同型型の非可換単純群が部分群あるいは部分群の商として見つかる．表される最大の交代群は A12 である．モンスターは26個の散在群のうち20個を部分商として含む．この図は，マーク・ロナン (Mark Ronan) の本 Symmetry and the Monster にあるものに基づいているが，それらが互いにどのように関係するかを示している．線分は下の群が上の群の部分商であることを意味する．丸い記号はより大きい散在群と関わらない群を表す．明瞭にするため冗長な包含は示されていない．
モンスターの極大部分群の類のうち44は以下のリストにより与えられる．これは（2016年の時点で）L2(13), U3(4), あるいは U3(8) の形の非可換単純 socle を持つ概単純部分群をありうる例外として完全であると信じられている．しかしながら，極大部分群の表はしばしば微妙な誤りを含んでいることが見つかり，特に以下のリストの部分群のうち少なくとも2つは以前のリストでは誤って除外された．
- 2.B   ある対合の中心化群；シロー 47 部分群の正規化群 (47:23) × 2 を含む．
- 21+24.Co1   ある対合の中心化群．
- 3.Fi24   位数 3 のある部分群の正規化群；シロー 29 部分群の正規化群 ((29:14) × 3).2 を含む．
- 22.2E6(22):S3   クラインの4群の正規化群．
- 210+16.O10+(2)
- 22+11+22.(M24 × S3)   クラインの4群の正規化群；シロー 23 部分群の正規化群 (23:11) × S4 を含む．
- 31+12.2Suz.2   位数3の部分群の正規化群．
- 25+10+20.(S3 × L5(2))
- S3 × Th   位数3の部分群の正規化群；シロー 31 部分群の正規化群 (31:15) × S3 を含む．
- 23+6+12+18.(L3(2) × 3S6)
- 38.O8−(3).23
- (D10 × HN).2   位数 5 の部分群の正規化群．
- (32:2 × O8+(3)).S4
- 32+5+10.(M11 × 2S4)
- 33+2+6+6:(L3(3) × SD16)
- 51+6:2J2:4   位数 5 の部分群の正規化群．
- (7:3 × He):2   位数 7 の部分群の正規化群．
- (A5 × A12):2
- 53+3.(2 × L3(5))
- (A6 × A6 × A6).(2 × S4)
- (A5 × U3(8):31):2   シロー 19 部分群の正規化群 ((19:9) × A5):2 を含む．
- 52+2+4:(S3 × GL2(5))
- (L3(2) × S4(4):2).2   シロー 17 部分群の正規化群 ((17:8) × L3(2)).2 を含む．
- 71+4:(3 × 2S7)   位数 7 の部分群の正規化群．
- (52:4.22 × U3(5)).S3
- (L2(11) × M12):2   位数 11 の部分群の正規化群 (11:5 × M12):2 を含む．
- (A7 × (A5 × A5):22):2
- 54:(3 × 2L2(25)):22
- 72+1+2:GL2(7)
- M11 × A6.22
- (S5 × S5 × S5):S3
- (L2(11) × L2(11)):4
- 132:2L2(13).4
- (72:(3 × 2A4) × L2(7)):2
- (13:6 × L3(3)).2   位数 13 の部分群の正規化群．
- 131+2:(3 × 4S4)   位数 13 の部分群の正規化群；シロー 13 部分群の正規化群．
- L2(71)   Holmes & Wilson (2008) シロー 71 部分群の正規化群 71:35 を含む．
- L2(59)   Holmes & Wilson (2004) シロー 59 部分群の正規化群 59:29 を含む．
- 112:(5 × 2A5)   シロー 11 部分群の正規化群．
- L2(41)   Norton & Wilson (2013) はこの形の極大部分群を見つけた；微妙な誤りのためいくつかの以前のリストや論文はそのような極大部分群は存在しないと述べていた．
- L2(29):2   Holmes & Wilson (2002)
- 72:SL2(7)   これは7局所部分群のいくつかの以前のリストでは誤って除かれていた．
- L2(19):2   Holmes & Wilson (2008)
- 41:40   シロー 41 部分群の正規化群．